# Sân bay Warszawa-Babice

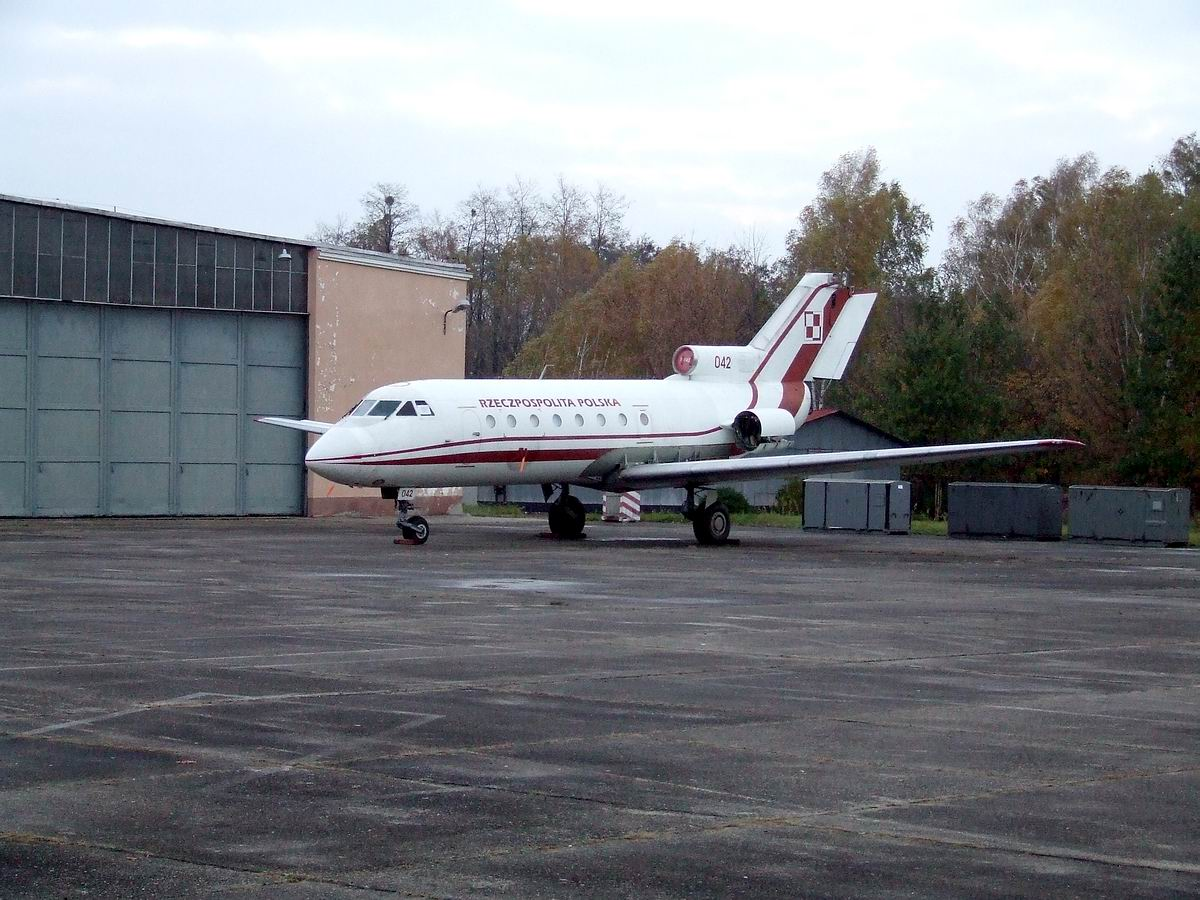
Một chiếc Yak-40 hiện được sử dụng để huấn luyện bởi Đại học Công nghệ Quân sự ở Warsaw

Sân bay Warsaw-Babice (mã ICAO: EPBC) là một sân bay ở Warsaw, nằm trong khu dân cư Bemowo, gần biên giới với quận Bielany. Nó cũng được gọi không chính thức là sân bay Bemowo.
Sân bay được quản lý bởi Trung tâm Hậu cần "Warsaw-Babice" (Centrum Usług Logistycznych "Lotnisko Warszawa-Babice") cùng với các tổ chức có trụ sở tại đó bao gồm: Câu lạc bộ Hàng không Warsaw (Aeroklub Warszawski) và Cứu hộ Hàng không Ba Lan (Lotnicze Pogotowie).
Nó đã được sử dụng trong các sự kiện khác nhau và những người nổi tiếng đã đến đây bao gồm Michael Jackson (1996), Madonna (2009), AC / DC (2010) và Lễ hội Sonisphere (2010, 2011, 2012).

## Cơ sở hạ tầng
Sân bay có đường băng bê tông 10R / 28L, kích cỡ 1300 m x 90   m, và, song song với nó, đường băng cỏ 10L / 28R, kích thước 1000 m x 150   m.
Sân bay được thành lập tại sân bay quân sự cũ ở Bemowo. Nó có hai đường băng bê tông 5/23 kích thước 2000 m x 80 m và 10R / 28L kích thước 2500 m x 90 m. Một trong những đường băng trước đây được sử dụng như một phần mở rộng của Phố Powstańców ląskich. Nó chỉ là một phần của đường băng thứ hai dài hơn được sử dụng cho sân bay mới.

## Tần số vô tuyến
- 119.175   MHz - Babice Informacja (Thông tin Babice cho người nói tiếng Anh)
- 122.300   MHz - Đài phát thanh Babice

## Lịch sử
Địa điểm của sân bay hiện tại được sử dụng để làm nơi hạ cánh cho các máy bay của Nga và Đức. Năm 1918, đây là một trong những cơ sở của Viện nghiên cứu Công nghệ Hàng không (Instytutu Badań Techniki Lotniczej - IBTL) sau đó đổi thành Viện Kỹ thuật Hàng không (Instytut Techniczny Lotnictwa - ITL).
Sân bay đã được thiết lập lại sau Thế chiến II, tại "Szwedzkich Górkach" (Đồi Thụy Điển) giữa Pháo đài P (một phần của Pháo đài Warsaw) và Boernerowo bên ngoài Warsaw (trong thời kỳ này, nó nằm ở đô thị Gmina Blizne có trụ sở tại Old Babice, do đó tên của sân bay cũng được đặt theo).
Năm 1959, một chiếc Boeing 707 vận chuyển Phó Tổng thống Hoa Kỳ Richard Nixon, đã sử dụng sân bay này.
Ca sĩ Michael Jackson đã biểu diễn tại Bemowo vào ngày 20 tháng 9 năm 1996 trong chuyến lưu diễn vòng quanh thế giới của ông trước 120.000 khán giả.
Do quá trình đô thị hóa nặng nề quanh sân bay, để đảm bảo an toàn và giảm bớt gánh nặng cho hoạt động của sân bay đến người dân địa phương, một quy trình tùy chỉnh (chỉ được sử dụng ở Ba Lan) để lưu thông hệ thống giao thông đã được đưa ra, gây tranh cãi giữa các phi công và hướng dẫn viên. Vẫn còn xung đột lợi ích giữa sân bay và cư dân địa phương.